# باول إس. نيومان
باول إس. نيومان (بالإنجليزية: Paul S. Newman)‏ هو كاتب قصص مصورة أمريكي، ولد في 29 أبريل 1924 في نيويورك في الولايات المتحدة، وتوفي في 30 مايو 1999 في كولومبيا في الولايات المتحدة.

## وصلات خارجية
- باول إس. نيومان على موقع IMDb (الإنجليزية)